# Johan Melin
Johan Melin (f. 1979 Herrljunga, Sverige) er en svensk manuskriptforfatter og filminstruktør. Efter skolen arbejdede han som journalist i seks år, og studerede film‐ og medievienskab på Stockholms Universitet, derudover studerede han på Filmskolen i Stockholm.
Johan Melin blev uddannet som instruktør på Den Danske Filmskole i 2005 med afgangsfilmen Steppeulve. 
Efterfølgende indspillede han og The Good Army - et kollektiv af kreative mennesker -  filmen Preludium. Preludium opstod som en protest mod, hvor svært det var at få penge som en debuterende instruktør, og er en non-profit-spillefilm. 
Preludium foregår uden klip fra Nørrebro Station til Nørreport Station med et kogende Nørrebro som baggrund, mens skæbner mødes. Filmen blev optaget fem gange, men den endelige version er optaget på dagen hvor Iran vandt Asian Cup, og den nationale sejrsrus gennem Nørrebrogade er en uventet aktiv medspiller.[kilde mangler] Medvirkende: Lai Yde Holgaard, Anna Fabricius, Thomas Knuth Winterfeldt, Patricia Schumann m.fl. Information anmeldte som eneste dagblad filmen som "temmelig ujævn".
Johan Melins anden spillefilm Profetia (2009), der også handler om tilfældige skæbners møde, fik støtte fra Det Danske Filminstitut med 4,8 mio. kr., men fik hårde anmeldelser. Jyllands-Posten gav filmen én stjerne og beskrev filmen som ”en yderst anstrengende affære, der højstemt iklæder banaliteter om kærlighed i prætentiøse klæder”. DR's Filmland gav filmen to ud af seks stjerner og beskrev filmen som "højtravende og prætentiøs". Filmguide.dk beskrev filmen som Banal og prætentiøs og gav én ud af seks stjerner.
Profetia blev den første danske film, der kom i biografdistribution og samtidig udsendt på DVD og på Video On Demand.[kilde mangler] Filmen solgte imidlertid kun 300 biografbilletter.

## Filmografi
- 1999 Dog i Watching (kortfilm)
- 2000 Letting Go (doc)
- 2000 Vincent (kortfilm)
- 2001 Love & Money (kortfilm)
- 2002 The Good Life (exp)
- 2003 Hate Angel (kortfilm)
- 2003 Low Down Zero (kortfilm)
- 2005 Steppeulve (kortfilm)
- 2006 Nordic Citizens (segment, co‐dir)
- 2007 The Brightning (post‐produktion)
- 2008 Preludium
- 2009 Profetia